# Paracho de Verduzco
Paracho de Verduzco, comúnmente conocido simplemente como Paracho, es una comunidad indígena purhepecha ubicada en el estado de Michoacán, cabecera del municipio de Paracho.
Es una comunidad de la Meseta purépecha rica en tradiciones, como lo es la producción artesanal de guitarras y artículos de madera. Tiene talleres donde tradicionalmente se han hecho guitarras de calidad con distintas maderas, aunque los lauderos (nombre con el que se denomina a los artesanos que fabrican instrumentos) también construyen otro tipo de instrumentos, tales como violines, contrabajos, mandolinas, charangos, laudes, guitarrones, tricordios, requintos y una amplia varidedad de otros instrumentos musicales de alta calidad fabricados con madera de diferentes partes del mundo. En Paracho también hay una gran cantidad de artesanos que fabrican a mano y en madera otros artículos diferentes a instrumentos musicales, tales como juguetes, comedores, libreros, salas, cucharas, y una gran cantidad de muebles y utensilios de cocina. Es por ello que la localidad fue declarada Pueblo Mágico el 1 de diciembre de 2020.
El centro del pueblo cuenta con un quiosco y un mercado donde se venden juguetes y alimentos. Además Paracho posee una casa de la cultura, que fue un internado para jóvenes indígenas de 1937 a 1972; en ella se realizan diferentes exhibiciones, exposiciones, talleres y todo tipo de eventos culturales. Durante la «Feria Internacional de la Guitarra», la casa de la cultura de Paracho se convierte en la sede principal de las diferentes exposiciones y puestos de venta de productos artesanales, no solo del propio Paracho, sino también de pueblos de la región aledaña.

## Historia
Se conocen pocas fuentes sobre el origen de Paracho. Existen versiones basadas en leyendas de tradición popular, las cuales narran que Paracho fue fundado por inmigrantes tecos provenientes de la región de Pajacuarán, al sureste del Lago de Chapala, ahuyentados por la conquista militar a cargo de Nuño de Guzmán entre 1529 y 1530. Tales migrantes se habrían establecido en un área hoy conocida localmente como Paracho Viejo, ubicada aproximadamente a 3 km al poniente del actual Paracho. Sesenta años después, un mandato de congregación de pueblos indígenas michoacanos emitido por el virrey Gaspar de Zúñiga (Conde de Monterrey) en 1601, y la mediación conciliadora del entonces prior de Charapan, Francisco de Castro, facilitaron que los pueblos vecinos de Ahuiran, Aranza y Quinceo cedieran terrenos (previamente en litigio) para que los migrantes se establecieran definitivamente en el lugar del actual Paracho. Sin embargo, no se conocen documentos que comprueben tal establecimiento, ni la cesión de terrenos, ni el litigio de los mismos. Tampoco ha sido posible comprobar que Francisco de Castro haya residido en Charapan y que haya intercedido en la meseta purépecha. En cambio, como se muestra a continuación, existen documentos que apuntan hacia un origen prehispánico de Paracho, y otros que dejan clara constancia de la existencia de Paracho antes de la conquista de Nuño de Guzmán.

### SigloXV
Existen dos menciones de Paracho en el capítulo XXXI de la segunda parte de la Relación de Michoacán, donde se describe la expansión del Imperio purépecha uacúsecha en su etapa de triunvirato a cargo de los gobernantes Hiripan, Hiquíngare y Tangáxoan, descendientes del cazonci Tariácuri, fundador del Imperio. Según la Relación de Michoacán, los purépecha uacúsecha conquistaron Paracho, Cherán, Comachuén, Tacámbaro, Uruapan y Charo, entre muchos otros pueblos. De ahí se infiere que Paracho fue un pueblo "pre-purépecha" y por lo tanto prehispánico. En la Relación de Michoacán también se menciona que después de la conquista de Paracho, Zipihuátame-tzanguata se asentó ahí supuestamente como gobernante. Rodrigo Martínez y otros autores calculan la muerte de Tariácuri alrededor de 1460, por lo que las mencionadas conquistas habrían ocurrido alrededor de ese año. Más recientemente, Ricardo Carvajal ha calculado que tales conquistas habrían ocurrido entre 1420 y 1450.
Probablemente Paracho fue un asentamiento chichimeca antes de la llegada de los purépecha uacúsecha y luego habría sido parte de su imperio durante varias décadas, hasta la llegada de los españoles. Incluso puede encontrarse a Paracho en la lista de pueblos vasallos del Imperio purépecha.

### SigloXVI
En 1523, Hernán Cortés comisionó a Antonio de Caravajal para realizar un censo del territorio michoacano. Distintos fragmentos del informe correspondiente fueron compilados y publicados por Benedict Warren, donde Caravajal menciona que estuvo en Paracho en 1524, registra su número de casas y menciona que era un pueblo sujeto a Erongarícuaro, entre otros detalles geográficos:
«Este día llegamos a un pueblo que se llama Paracho sujeto a Eranguaricaro que se llama el calpisque Curichi, que dijo que tiene seis casas. Está asentado en una ladera de una sierra pelada que se llama Parachuato. Beben de una fuente que se llama Punjuacuro. Está tres leguas y media. Moderóse en veinte y cinco casas».
Dados los registros en la Relación de Michoacán y el censo de Caravajal de 1524, puede descartarse la posibilidad de que los fundadores de Paracho hayan sido migrantes ahuyentados por la conquista de la zona Lerma-Chapala por Nuño de Guzmán a partir de 1529.
Además existen otras evidencias de la existencia de Paracho en el siglo XVI, por ejemplo:
- El 20 de octubre de 1528, el encomendero español Juan Infante (ca. 1506-1574) obtuvo una Cédula de Encomienda, donde se le otorgó el derecho de gobierno sobre veintiséis pueblos y sus sujetos en la zona del lago de Pátzcuaro y en la sierra michoacana, entre los que se encontraban Paracho, Nahuatzen, Cherán, Aranza, Nurío, Urapicho y Capacuaro.[15][16]

- Según el testimonio de Diego Chapi, registrado en el Archivo Histórico de la Ciudad de Pátzcuaro, Pedro de Ábrego y Beatriz de Castilleja, descendientes de colonizadores en Michoacán, disputaron tierras en Peribán, Cherán, Sevina, Aranza y Paracho en 1556.[17]
- En el Archivo Histórico de la Ciudad de Pátzcuaro existe un registro del 10 de julio de 1563, donde consta la petición de tributos de un heredero de Juan Infante y se involucra a Sevina, Pomacuarán y Paracho; se menciona como testigo a Andrés Cuiris, vecino de Paracho.[18]

### SigloXVIII
En 1754, Paracho era conocido como San Pedro Paracho y era cabecera de curato de nueve pueblos: San Gerónimo Aranza, Santa María Cheranhahtzincurin, Santa Cruz Tanaco, San Bartolomé Cocucho, Santa María Urapicho, Santiago Nurio Tepagua, San Miguel Pomacuarán, Santa María Magdalena Quinceo y San Mateo Ahuiran. El Pueblo estaba habitado por 367 personas y todo el curato por 1425.

### SigloXIX
En 1831, se le otorgó a Paracho la categoría de municipio, siendo Paracho su cabecera. El 18 de enero de 1862 se le concedió el título de «villa», con el nombre de «Paracho de Verduzco» en honor al insurgente don Sixto Verduzco.

### SigloXX
En 1917 fue incendiada parte del pueblo por las huestes de Inés Chávez. En 1930 llegó la carretera federal a Paracho y con ella la electricidad. En 1972 se realizó la primera Feria Nacional de la Guitarra durante la administración de Gildardo Zalapa.

### SigloXXI
En 2016 Paracho obtuvo el récord por el ensamble de guitarras más grande del continente americano.

## Demografía
Según datos del Instituto Nacional de Estadística y Geografía en el Censo General de Población y Vivienda de 2020, Paracho de Verduzco cuenta con una población de 21 215 habitantes, de los cuales 10 314 son hombres y 10 901 son mujeres. Por su población es la 23.ª localidad más poblada de Michoacán.

### Población de Paracho 1900-2020[19]
| Gráfica de evolución demográfica de Paracho de Verduzco entre 1900 y 2020                         |
|                                                                                                   |
| Población de los censos del Instituto Nacional de Estadística y Geografía (INEGI) de 1900 a 2020. |

## Cultura

### Fiestas, danzas y tradiciones
- Durante la Semana Santa se celebra el Festival Cultural de la Guitarra .
- 29 de junio: fiesta patronal en honor de San Pedro y San Pablo.
- Tercera semana de Julio: Concurso Nacional de Globos de Cantoya
- Primera semana de agosto iniciando en domingo: Feria Nacional de la Guitarra.
- 28 de octubre: celebración de las canacuas.

### Música
Hay gran actividad musical en Paracho, desde compositores como Jesús Valerio Sosa, explica Rubén Campos en su libro Folklore y música mexicana que recopila información entre 1575 y 1925:
«Hace medio siglo Michoacán era famoso en nuestros anales folclóricos por su producción musical popular… La población de Paracho era el núcleo de cancioneros y producciones de sones y bailes. Un maestro de capilla inteligente que acertó a pesar por el pequeño pueblo serrano y vio admirables facultades de los habitantes para la música, quedóse allí, y dedicóse a enseñar nuevos cantos para las formas musicales bailables a los jóvenes».
La «sïrángua» (xiránhua: ‘raíz’ en el sentido de ‘genealogía’) es música utilizada en los casamientos o bodas de Paracho; se baila con la música registrada por el maestro Jesús Valerio Sosa.

### Artesanías
Guitarras, tallados de madera, muebles, juguetes, máscaras, güiros, laudería y rebozos.

### Centros turísticos
La Casa de la Cultura y sus templos construidos en la época colonial.

## Economía
Su principal fuente económica es la fabricación de guitarras.

### Agricultura
Representa la segunda actividad económica en importancia, sus principales cultivos son: maíz, frijol, avena, papa y trigo.

### Ganadería
Es la tercera actividad en importancia, se cría: ganado lanar, bovino y caballar, representando estos 2 sectores, con la explotación forestal el 18 % de la actividad económica.

## Vías de comunicación
Se comunica por la carretera Morelia-Carapan, Carapan-Lázaro Cárdenas con aproximadamente 20 km; a sus comunidades por 40 km de caminos de terracería y 5 km de caminos pavimentados.

## Servicios
Cuenta con 8 hoteles, aproximadamente 150 habitaciones disponibles para el turismo. Una clínica del ISSSTE y un Hospital del IMSS, servicios de emergencia (bomberos, protección civil), varias instituciones bancarias y servicios profesionales de todo tipo.